# Denis Irwin
Denis Joseph Irwin  (Cork, 1965. október 31. –) ír válogatott labdarúgó.
Pályafutása leghosszabb és legsikeresebb időszakát a Manchester Unitednél töltötte. A védelem bármely posztján bevethető Irwin 1990 és 1999 között volt az ír labdarúgó-válogatott tagja, 56 mérkőzésén 4 gólt szerzett, és részt vett az 1994-es világbajnokságon.

## Klub pályafutása
A Leeds United-nél kezdte profi pályafutását. Az akkor másodosztályú klubban 3 szezont töltött el és 72-szer lépett pályára. 1986-ban ingyen igazolt át a szintén másodosztályú Oldham Athletic-hez, ahol alapembere volt a csapatnak. A négy ott töltött idény alatti legnagyobb sikerként 1990 tavaszán csapatával bejutott az FA-kupa elődöntőjébe és a Ligakupa döntőjébe. A másodosztályú csapat ilyen bravúrja a legnagyobb klubok érdeklődését is felébresztette Irwin iránt, és a nyáron 625 000 font átigazolási díjért a  Manchester Unitedhez szerződött.
12 év alatt 368 élvonalbeli mérkőzésen lépett pályára, ebből az időközben létrehozott Premier League-ben 296-szor, és a klub egyik legsikeresebb időszakában ő is részese volt a sikereknek. Hétszeres bajnokként, háromszoros FA-kupagyőztesként, egyszeres ligakupagyőztesként távozott végül a csapattól 36 éves korában. Tevékeny részese volt a klub két európai kupagyőzelmének, az 1991-es KEK-, és az 1999-es BL-győzelemnek.
Kemény és megbízható hátvéd volt, még harmincas éveinek közepén is ki tudta szorítani a kezdőcsapatból a tehetséges és jóval fiatalabb Phil Neville-t. Kiváló [szabadrúgás- és tizenegyeslövő volt. Manchesteri időszakában 22 gólt szerzett, köztük néhány emlékezeteset. 1991 karácsonyán két gólt is szerzett korábbi klubja, az Oldham Athletic elleni 6–3-as idegenbeli győzelemkor. 1995 májusában az utolsó előtti fordulóban a meccs végén ő szerezte a Southampton elleni győztes gólt, ezzel esélyt adva csapatának, hogy az utolsó fordulóban megszerezze a bajnoki címet; ez nem sikerült, mert bár a Blackburn Rovers kikapott az utolsó fordulóban, a United csak 1–1-es döntetlenre végzett a West Ham United otthonában.
Utolsó mérkőzését 2002. május 12-én játszotta az Old Traffordon a Charlton Athletic elleni zárófordulóban a 2001–02-es Premier Leagueben. (Az eredmény 0–0 volt.)
Ezt követően a másodosztályú Wolverhampton Wanderers-hez igazolt (ezúttal is átigazolási díj nélkül), ahol 43 pályáralépéssel és két góllal (Burnley, Grimsby) járult hozzá a csapat élvonalba jutásához. Pályafutása utolsó évében így ismét a Premier League-ben játszott, és az Old Traffordon rendezett Manchester United-Wolwerhampton mérkőzésen (1–0) a hazai tábor ujjongva köszöntötte. Miután a szezon végén a Wolves kiesett az élvonalból, a 38 éves Irwin bejelentette pályafutása befejezését.

## Válogatott pályafutása
A korosztályos válogatottak után 1990-ben (éppen a Manchesterhez igazolás után) játszott először a felnőtt válogatottban, a Marokkó elleni 1–0-s barátságos meccsen. Első tétmérkőzése Törökország ellen volt az 1992-es labdarúgó-Európa-bajnokság selejtezőjében, ahol Írország 5–0-ra győzött. Két barátságos és két tétmérkőzésen volt eredményes 56 válogatottságán. Pályafutása egyik legnagyobb sikereként részt vett az 1994-es amerikai labdarúgó-világbajnokságon. Utolsó válogatott mérkőzésén szintén Törökország ellen játszott 1999. november 17-én Bursában. Az 1990-es évtized alatt rendkívül megerősödő török válogatott Irwin utolsó mérkőzésén egy döntetlennel már kiverte Írországot a 2000-es labdarúgó-Európa-bajnokság pótselejtezőjének visszavágóján.

## Pályafutása után
Aktív sportpályafutását követően sem szakadt el a labdarúgástól, a MUTV és az RTÉ Sport csatornák szakértőjeként és az ír Sunday World újság szerzőjeként is kommentálja a főbb labdarúgó-eseményeket.

## Statisztikák

### Klub mérkőzései
| Klub                    | Szezon    | Bajnokság | Bajnokság | FA-kupa | FA-kupa | Ligakupa | Ligakupa | Európa | Európa |
| Klub                    | Szezon    | Mérk      | Gól       | Mérk    | Gól     | Mérk     | Gól      | Mérk   | Gól    |
| ----------------------- | --------- | --------- | --------- | ------- | ------- | -------- | -------- | ------ | ------ |
| Leeds United            | 1983–84   | 19        | 0         |         |         |          |          |        |        |
| Leeds United            | 1984–85   | 41        | 1         |         |         |          |          |        |        |
| Leeds United            | 1985–86   | 12        | 0         |         |         |          |          |        |        |
| Leeds United            | Összesen  | 72        | 1         | 3       | 0       | 5        | 0        | 2      | 0      |
| Oldham Athletic         | 1986–87   | 41        | 1         |         |         |          |          |        |        |
| Oldham Athletic         | 1987–88   | 43        | 0         |         |         |          |          |        |        |
| Oldham Athletic         | 1988–89   | 41        | 2         |         |         |          |          |        |        |
| Oldham Athletic         | 1989–90   | 42        | 1         |         |         |          |          |        |        |
| Oldham Athletic         | Összesen  | 167       | 4         | 13      | 0       | 19       | 3        | 5      | 0      |
| Manchester United       | 1990–91   | 34        | 0         |         |         |          |          |        |        |
| Manchester United       | 1991–92   | 38        | 4         |         |         |          |          |        |        |
| Manchester United       | 1992–93   | 40        | 5         |         |         |          |          |        |        |
| Manchester United       | 1993–94   | 42        | 2         |         |         |          |          |        |        |
| Manchester United       | 1994–95   | 40        | 2         |         |         |          |          |        |        |
| Manchester United       | 1995–96   | 31        | 1         |         |         |          |          |        |        |
| Manchester United       | 1996–97   | 31        | 1         |         |         |          |          |        |        |
| Manchester United       | 1997–98   | 25        | 2         |         |         |          |          |        |        |
| Manchester United       | 1998–99   | 29        | 2         |         |         |          |          |        |        |
| Manchester United       | 1999–2000 | 25        | 3         | –       | –       |          |          |        |        |
| Manchester United       | 2000–01   | 21        | 0         |         |         |          |          |        |        |
| Manchester United       | 2001–02   | 12        | 0         |         |         |          |          |        |        |
| Manchester United       | Összesen  | 368       | 22        | 43      | 7       | 31       | 0        | 87     | 4      |
| Wolverhampton Wanderers | 2002–03   | 43        | 2         |         |         |          |          |        |        |
| Wolverhampton Wanderers | 2003–04   | 32        | 0         |         |         |          |          |        |        |
| Wolverhampton Wanderers | Összesen  | 75        | 2         | 5       | 0       | 2        | 0        | 3      | 0      |
| Összesen                | Összesen  | 682       | 29        | 64      | 7       | 57       | 3        | 97     | 4      |

### Válogatott góljai
| Gól | Dátum               | Helyszín                         | Ellenfél         | Eredmény | Esemény                 |
| --- | ------------------- | -------------------------------- | ---------------- | -------- | ----------------------- |
| 1.  | 1992. április 29.   | Lansdowne Road, Dublin, Írország | Egyesült Államok | 4–0      | barátságos              |
| 2.  | 1997. október 29.   | Lansdowne Road, Dublin, Írország | Belgium          | 1–1      | 1998-as VB pótselejtező |
| 3.  | 1998. szeptember 5. | Lansdowne Road, Dublin, Írország | Horvátország     | 2–0      | 2000-es EB selejtező    |
| 4.  | 1999. február 10.   | Lansdowne Road, Dublin, Írország | Paraguay         | 2–0      | barátságos              |

## Sikerei, díjai

### Manchester United
- Premier League: 1993, 1994, 1996, 1997, 1999, 2000, 2001
- FA-kupa: 1994, 1996, 1999
- angol ligakupa: 1992
- angol szuperkupa: 1990, 1993, 1996, 1997
- UEFA-bajnokok ligája: 1999
- Kupagyőztesek Európa-kupája: 1991
- Európai szuperkupa: 1991
- Világkupa: 1999

### Wolverhampton Wanderers
- feljutás a Premier League-be: 2003

### Egyéni
- A Premier League első évtizedének válogatottja (1992/3 – 2001/2)
- A Premier League „év csapata”: 1994, 1999
- Az angol másodosztály „év csapata”: 1990, 2003